# Tiếp thị dịch vụ

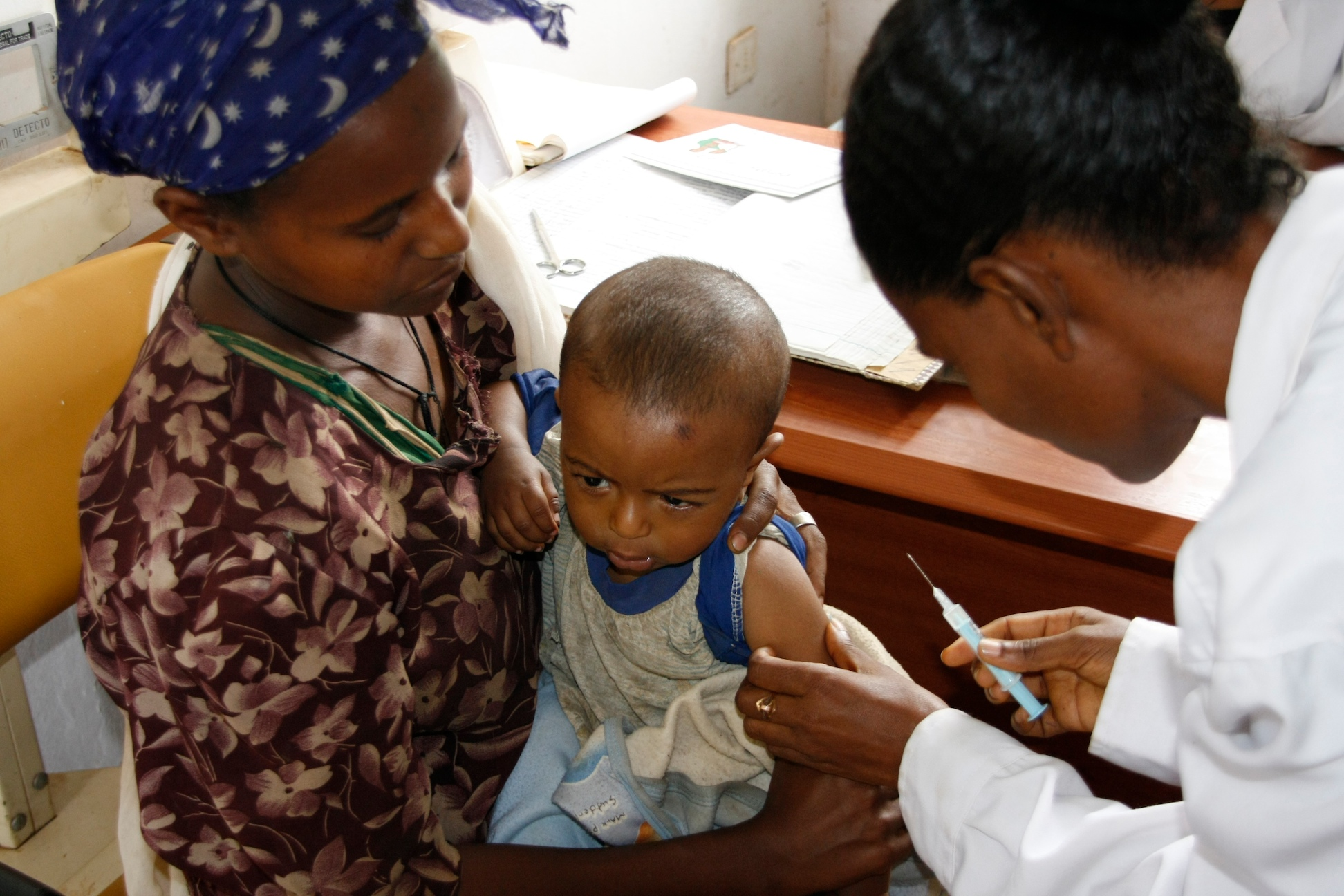
Dịch vụ bao hàm một phạm vi rộng lớn các giao dịch, từ thương mại đến phi lợi nhuận, bao gồm dịch vụ cá nhân, dịch vụ chuyên nghiệp, và dịch vụ giải trí và thư giãn.

Tiếp thị dịch vụ là một nhánh chuyên biệt của tiếp thị. Nổi lên như một lĩnh vực nghiên cứu riêng biệt vào đầu những năm 1980, tiếp thị dịch vụ được nhận diện bởi những đặc điểm độc đáo của dịch vụ, đòi hỏi các chiến lược khác biệt so với tiếp thị hàng hóa hữu hình.
Tiếp thị dịch vụ bao gồm cả dịch vụ doanh nghiệp đến người tiêu dùng (B2C) và doanh nghiệp đến doanh nghiệp (B2B). Lĩnh vực này tập trung vào các dịch vụ như: viễn thông, tài chính, khách sạn - nhà hàng, du lịch - giải trí, cho thuê xe, y tế, dịch vụ chuyên nghiệp, và dịch vụ thương mại. Để tiếp thị dịch vụ hiệu quả, các nhà tiếp thị thường sử dụng mô hình 7P: sản phẩm (product), giá (price), địa điểm (place), xúc tiến (promotion), con người (people), bằng chứng hữu hình (physical evidence), và quy trình (process). Logic dịch vụ chủ đạo (service-dominant logic) là một cách tiếp cận hiện đại cho rằng sự phân biệt giữa sản phẩm và dịch vụ vốn tồn tại trong thế kỷ 20 là không tự nhiên. Cách tiếp cận này nhấn mạnh rằng mọi hoạt động kinh tế đều dựa trên nền tảng dịch vụ, và chính điều này đã che khuất thực tế rằng dịch vụ chính là cốt lõi của mọi giao dịch. S-D logic đang thay đổi cách các nhà tiếp thị nhìn nhận về việc tạo ra giá trị. Nó cũng thay đổi cách hiểu về vai trò của người tiêu dùng trong quy trình cung cấp dịch vụ.